# ルベン・スハーケン
ルベン・スハーケン（Ruben Schaken, 1982年4月3日 - ）は、オランダ・アムステルダム出身の元サッカー選手。現役時代のポジションはFW (ウィンガー) 。

## 経歴
2002年、SCカンブール・レーワルデンでプロキャリアをスタートさせ、2005年にSCフェーンダムに移籍。2007-08シーズンにVIによってエールステ・ディヴィジのベストプレイヤーに選ばれ、2008-09シーズンから2年契約を結んだVVVフェンローでプレー。
2010年5月にフェイエノールトとの2年契約にサインし、シーズン後にフリー移籍。背番号7を背負いスタメンとして2010-11シーズンに入ったが、期待を裏切るパフォーマンスによってベンチに降格。その後巻き返すこともできず、シーズン後半は負傷離脱も経験した。2011-12シーズンは背番号が27に。しかしプレシーズンに新監督 ロナルド・クーマンに好印象を与え、再びスタメンをつかむと高いパフォーマンスで再び評価を高めた。トルコのクラブからの関心もあった為、2012年8月22日には2014年までクラブとの契約を延長。フェイエノールトで最も高額なサラリーを得る選手の一人になった。

2015年1月、アゼルバイジャン・プレミアリーグのインテル・バクーPFCに移籍。
2015年7月22日、ADOデン・ハーグへ移籍。
2018年12月17日、現役引退を発表。

## 代表歴
2012年8月22日に代表監督 ルイ・ファン・ハールによってワールドカップ予選最初の2試合へ向けてのプレセレクションに含まれたが、最終的なセレクションには選ばれず。同年10月5日にアンドラ、ルーマニアとのワールドカップ予選に初招集。アンドラとの試合 (3-0) で初出場を果たし、チーム3点目となる初ゴールも決めた。これはオランダ代表にとってワールドカップ予選250点目でもある。また30歳での初出場はオランダ代表では史上3番目の年長デビュー。2013年3月22日のワールドカップ予選エストニア戦 (3-0) では途中出場でチーム3点目を決め、このゴールもオランダ代表の歴史上通算1500点目のメモリアルゴールである。

## 参照
1. ↑  http://www.fr12.nl/nieuws/19392-feyenoord-voorkomt-transfer-schaken-met-topcontract-.html
2. ↑  http://www.inter.az/#/news/71488
3. ↑  “ADO DEN HAAG VERWELKOMT RUBEN SCHAKEN”.   De officiële website van ADO Den Haag (2015年7月22日). 2016年5月2日閲覧。（オランダ語）
4. ↑  “Ruben Schaken stopt per direct bij HBS”. voetbal247.nl.   Voetbal247 (2018年12月19日). 2020年7月17日閲覧。
5. ↑  “Ruben Schaken vertrekt met onmiddellijke ingang bij HBS”. omroepwest.nl.  Omroep West (2018年12月19日). 2020年7月17日閲覧。
6. ↑  http://www.vi.nl/nieuws/229235/Schaken-gaat-als-Oranjeinternational-725-de-boeken-in.htm
7. ↑  http://www.nusport.nl/oranje/2932795/scorende-dertiger-schaken-in-select-rijtje.html
8. ↑  http://www.onsoranje.nl/nieuws/artikel/15405/jubileumgoal-ruben-schaken